# Boborahim Mashrab

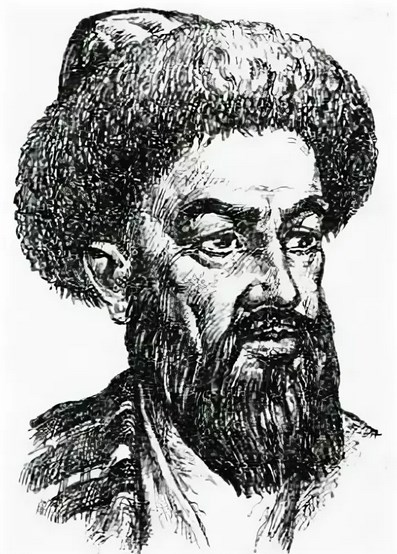
Boborahim Mashrab
(unbekannter Zeichner, unbekannte Zeit)

Boborahim Mashrab (* 1657 in Namangan; † 1711 in Balch) war ein Klassiker der usbekischen Literatur, ein Dichter und Denker, ein Anhänger der sufistischen Strömung des Tarīqas und ein Derwisch des sufistischen Ordens der Naqschbandīya. Sein Name nimmt einen prominenten Platz neben solch herausragenden Vertretern der usbekischen Literatur ein wie Mir ʿAli Schir Nawāʾi, Muhammad Reza Agachi, Muhammad Aminxoʻja Mirzaxoʻja oʻgʻli Muqimiy, Zokirjon Xolmuhammad oʻgʻli Furqat  und Ubaydulla Solih oʻgʻli Zavqiy. Mit seinem Schaffen übte er einen bedeutenden Einfluss auf die Entwicklung und Verfeinerung der usbekischen Literatur vom späten 17. bis zum frühen 18. Jahrhundert aus.

## Leben
Sein Lehrer war der Theologe Mulla Bozor Okhun aus Namangan. Basierend auf Bozor Okhuns Empfehlung wurde Mashrab im Jahr 1665 Schüler des Sufis Ishan Afakho-Khodja in Kaschgar. Im Jahr 1672–1673 wurde Mashrab aufgrund ideologischer Differenzen mit Hidoyatullo Ofoq Xoja aus Kaschgar vertrieben. Ab 1673 wanderte und reiste Mashrab vierzig Jahre lang umher. Während seiner Reisen besuchte er Taschkent, Buxoro, Samarqand, Balch und Indien. Beim Durchstreifen verschiedener Regionen Zentralasiens konnte Mashrab es nicht unterlassen, Buchara zu besuchen, den Geburtsort von Bahauddin Nakshband. Mit tiefem Respekt vor Baha-ud-Din Naqschband, dem Gründer des Nakshbandi-Ordens, besuchte Mashrab das Haus, in dem der Heilige gelebt hatte.
Im Jahr 1711 n. Chr. (1123 Hijri) brachte Mashrab die heuchlerische Natur des Klerus ans Licht und äußerte seine Missbilligung vieler religiöser Dogmen, indem er offen an einigen von ihnen zweifelte. In vielen seiner Verse schrieb Mashrab recht verächtlich über Paradies, Hölle, das Jenseits und Mekka und drückte seine Bereitschaft aus, sie „gegen eine Flasche Wein“ zu tauschen oder sie „für einen Münze“ zu verkaufen. Gerade aus diesem Grund betrachteten die herrschenden Klassen und der Klerus Mashrab als ihren schärfsten Feind. Im Jahr 1711 n. Chr. (1123 Hijri) wurde Mashrab auf Anordnung von Mahmud Bey Katagan, dem Herrscher von Kundus aus der Ashtarkhanid-Dynastie, in Balkh gehängt. Es gibt jedoch Informationen, dass Mashrab in Kundus hingerichtet wurde. Mashrabs Leben wird in einer Erzählung namens „Über den Verrückten Mashrab“ dargestellt, die von einem unbekannten Autor verfasst und mit Legenden gefüllt ist. Dieses Buch enthält viele Gedichte, die Mashrab zugeschrieben werden, aber es ist oft schwierig, seine authentischen Verse von zahlreichen Einschüben zu unterscheiden. Mashrabs Buch „Mabdai nur“ (Quelle des Lichts), das Interpretationen von Jalaluddin Rumis Gedichten und moralistische Geschichten enthält, ist beliebt. Die Biografie des Dichters weist viele Lücken auf, die weitere historische Forschung erfordern.
Am 23. Mai 1992 wurde in Namangan, der Heimatstadt des Dichters, feierlich ein Museum und Denkmal zu Ehren von Boborakhim Mashrab eröffnet. Eine der zentralen Straßen, ein Park und ein Kino in Namangan sind nach Mashrab benannt. Auch die Schule Nr. 11 im Bezirk Uychi der Provinz Namangan trägt seinen Namen. In Namangan werden Mashrab-Lesungen abgehalten.

## Wirken
Die kreative Arbeit des Dichters zwang ihn, seine Heimat zu verlassen und im Ausland zu leben, wo er den größten Teil seines Lebens verbrachte. Auch wenn er weit von seiner Heimat entfernt lebte, erinnerte sich der Dichter immer an sie und pries sie. Mashrabs Ghasels, Muhammas und Vierzeiler, die sein reiches kreatives Erbe ausmachen, sind Schmuckstücke der usbekischen Literatur. Einige seiner Gedichte wie „Miraj“, „piru rahbar“, „Koshki“ und „Oʻzum“ wurden mündlich in ganz Zentralasien und Ost-Turkestan überliefert. Mashrabs Kreativität beeinflusste die usbekische Dichtung, und viele zeitgenössische usbekische Sänger integrieren seine Ghasels in ihre Werke.
Zwei Gedichte:

„Тела прах, подобный дыму, краткой жизни дом — на что мне?

Если нет со мной любимой, дух, живущий в нем, — на что мне?
Körper sind Staub, ähnlich dem Rauch, ein kurzlebiges Zuhause - wozu ist das für mich?
                                                                                                                           Wenn mein geliebter Geist, der darin wohnt, nicht bei mir ist - wozu ist das für mich?“

„Я, рожденный для страданья, в мира тяготах погряз,

Мучась: где конец терзанью, — к брани прибегал не раз.

Вот он — полный лицемерья мир, душе и телу враг!

И метнул стрелу неверья я ему в зеницы глаз...
Ich, geboren zum Leiden, versinke in den Lasten der Welt,

Qualvoll, immer auf der Suche nach dem Ende der Pein, habe ich oft habe den Kampf gesucht.

Da ist sie - die vollkommene Heuchelei, Feind meiner Seele und meines Körpers!

Und ich schleuderte den Pfeil des Unglaubens in ihre Augen...“

Während der Sowjetzeit gab es eine literarische, soziale und politische illustrierte Humorzeitschrift namens „Mashrab“, die zu Ehren von Boborakhim Mashrab benannt wurde. Die Zeitschrift zeigte das Leben und die Bräuche der usbekischen Bevölkerung, entlarvte Bürokraten, Angeber und Schwätzer, verspottete arme Geschäftsleute und kämpfte gegen religiöse Vorurteile, barbarische Bräuche und Rituale. Sie setzte sich oft für die Gleichberechtigung und Stärkung der Frauen ein und befürwortete ihre Beteiligung an wirtschaftlichen, sozialen und kulturellen Aktivitäten. In der UdSSR wurden die Werke des Dichters mehrmals veröffentlicht (1958, 1960, 1963, 1971, 1979, 1990).